# オートマチック・フォー・ザ・ピープル
『オートマチック・フォー・ザ・ピープル』（Automatic for the People）は、アメリカ合衆国のオルタナティヴ・ロック・バンド、R.E.M.が1992年に発表した8作目のスタジオ・アルバム。

## 背景
前スタジオ・アルバム『アウト・オブ・タイム』のポップ路線とはうって変わって、本作は主にフォークソングが中心となった。元レッド・ツェッペリンのジョン・ポール・ジョーンズが4曲でオーケストラ・アレンジを担当している。
アルバム・タイトルは、バンドの地元であるジョージア州アセンズのレストランWeaver D's Delicious Fine Foods（2013年閉店）が掲げていたスローガンから取られた。
本作からの第1弾シングルとなった「ドライヴ」では、デヴィッド・エセックスの楽曲「Rock On」の歌詞が引用されており、マイケル・スタイプは「パンクの時代が来る前に、僕が共感できた曲が少しあった。"Rock On"はその一つだ。"Drive"はそのオマージュなのさ」と語っている。「イグノーランド」は1992年アメリカ合衆国大統領選挙に向けて作られた曲で、ピーター・バックは「レーガン政権時代に対する辛辣な歌」と説明している。

## 反響
バンドの母国アメリカではBillboard 200で2位に達し、1992年12月にはRIAAによってダブル・プラチナに認定されて、1995年2月には4×プラチナに認定された。また、本作からのシングルのうち3作は全米トップ40ヒットとなり、「ドライヴ」はBillboard Hot 100で28位、「マン・オン・ザ・ムーン」は30位、「エヴリバディ・ハーツ」は29位に達した。
全英アルバムチャートでは、前スタジオ・アルバム『アウト・オブ・タイム』（1991年）に続く2度目の1位獲得を果たした。ニュージーランドのアルバム・チャートでは自身初の1位を獲得。

## 評価
1994年、本作は第36回グラミー賞で最優秀アルバム賞にノミネートされた。
『ローリング・ストーン』誌が選出したオールタイム・グレイテスト・アルバム500では96位にランク・イン。また、同誌が選出した「1990年代のベスト・アルバム100」では18位となった。ピッチフォーク・メディアのスタッフが2003年に選出した「1990年代のトップ100アルバム」では43位にランク・イン。
音楽評論家のStephen Thomas Erlewineは、オールミュージックにおいて5点満点を付け、「『オートマチック・フォー・ザ・ピープル』ほどR.E.M.が情緒的に率直であったことも、豊かで時代を超えた音楽を創造したこともなく、聴きやすいレコードではないが、彼らの全作品において最も価値がある」と評している。
またニルヴァーナのカート・コバーンが自殺する直前に聞いていたとされるレコードとしても知られる。

## 収録曲
全曲ともメンバー4人の共作。
1. ドライヴ - "Drive" - 4:30
2. トライ・ノット・トゥ・ブリーズ - "Try Not to Breathe" - 3:49
3. サイドワインダー・スリープス・トゥナイト - "The Sidewinder Sleeps Tonite" - 4:06
4. エヴリバディ・ハーツ - "Everybody Hurts" - 5:17
5. ニュー・オリンズ・インストゥルメンタル No.1 - "New Orleans Instrumental No. 1" - 2:12
6. スウィートネス・フォローズ - "Sweetness Follows" - 4:19
7. モンティ・ガット・ア・ロウ・ディール - "Monty Got a Raw Deal" - 3:16
8. イグノーランド - "Ignoreland" - 4:24
9. スター・ミー・キトゥン - "Star Me Kitten" - 3:15
10. マン・オン・ザ・ムーン - "Man on the Moon" - 5:12
11. ナイトスウィミング - "Nightswimming" - 4:16
12. ファインド・ザ・リヴァー - "Find the River" - 3:49

## 参加ミュージシャン
- マイケル・スタイプ - ボーカル
- ピーター・バック - ギター
- マイク・ミルズ - ベース
- ビル・ベリー - ドラムス

アディショナル・ミュージシャン
- ノックス・チャンドラー - チェロ(on #6, #7)
- スコット・リット - ハーモニカ、クラビネット(on #8)

オーケストラ
- ジョン・ポール・ジョーンズ - オーケストラ・アレンジ(on #1, #3, #4, #11)
- ジョージ・ハンソン - 指揮
- Lommie Ditzen、Denise Berginson-Smith、Jody Taylor、Sou-Chun Su、Sandy Salzinger、Patti Gouvas - ヴァイオリン
- Paul Murphy、Reid Harris, Heidi Nitchie - ヴィオラ
- Elizabeth Proctoer Murphy、Kathleen Kee、Daniel Laufee - チェロ
- Deborah Workman - オーボエ